# Draškovac (Chorwacja)
Draškovac – wieś w Chorwacji, w żupanii sisacko-moslawińskiej, w gminie Dvor. W 2011 roku liczyła 22 mieszkańców.